# Гангліозиди

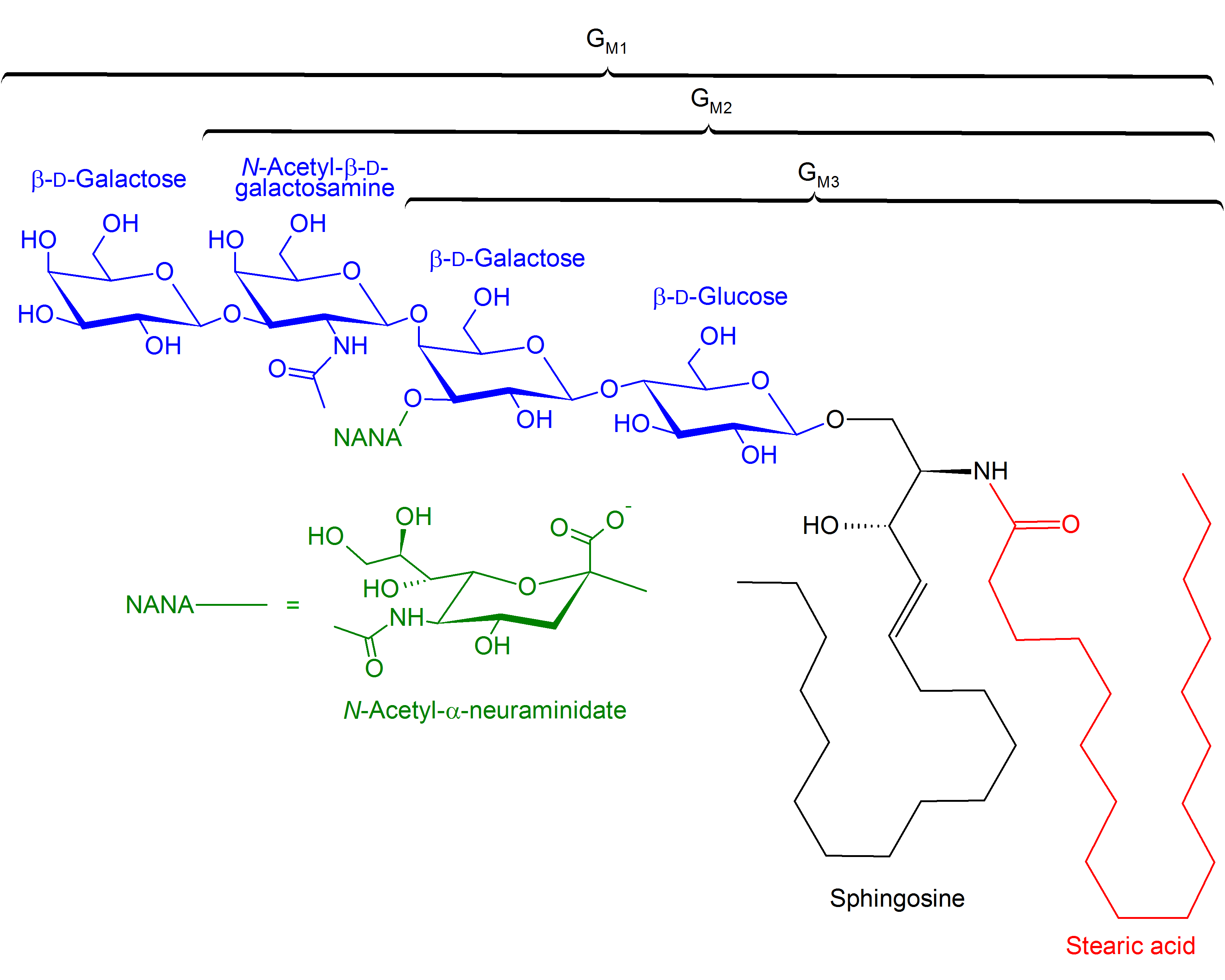
Структура гангліозидів GM_{1}, GM_{2}, GM_{3}

Гангліозиди — одна з підгруп гліколіпідів, глікосфінголіпіди. До ліпідної частини цих молекул, похідних сфінгозину, ковалентно приєднаний олігосахаридний ланцюг, що містить окрім галактози, глюкози та N-гексозамінів, один або більше залишків нейрамінової, N-ацетилнейрамінової або інших сіалових кислот. Вперше виділені з сірої речовини мозку, поширені в інших тканинах.
За біохімічною номенклатурою гангліозиди позначаються абревіатурою, де першою йде літера «G» (англ. ganglioside), далі йде кількість залишків сіалових кислот, яких може бути 1 (англ. mono, «M»), 2 (англ. di, «D»), 3 (англ. tri, «T»), 4 (англ. quadro, «Q»), а насамкінець цифровий індекс, який відносить гангліозид до групи 1, 2 чи 3. Таким чином, гангліозиди мають назви на кшталт  GM2 чи  GD3.
Накопичення гангліозидів у мозку людини через порушення роботи ферментів їх обміну викликає захворювання. Зокрема спадкова хвороба Тея — Сакса виникає через мутації в гені ферменту гексозамінідази A, яка призводить до накопичення гангліозиду GM2.